# Imbribryum alpinum
Imbribryum alpinum là một loài Rêu trong họ Bryaceae. Loài này được (Huds. ex With.) N. Pedersen mô tả khoa học đầu tiên năm 2005.